# ヴェンカタ3世
ヴェンカタ3世（テルグ語：వేంకట, タミル語：வெங்கட, Venkata III, 生年不詳 - 1642年10月10日）は、南インドのヴィジャヤナガル王国、アーラヴィードゥ朝の君主（在位：1630年 - 1642年）。本名はペッダ・ヴェンカタ・ラーヤ（Pedda Venkata Raya）という。

## 生涯
1630年、先王ラーマ・デーヴァ・ラーヤが息子なくして死亡したことにより、ラーマ・ラーヤの孫であるヴェンカタ3世が王位を継承した。
だが、シュリーランガ2世の弟にあたるティンマ・ラーヤは自身の方が継承権があると主張し、ヴェールールを占拠したため、ヴェンカタ3世はアーネコンダに避難を余儀なくされた。ヴェンカタ3世はシェンジ・ナーヤカ朝、マドゥライ・ナーヤカ朝、タンジャーヴール・ナーヤカ朝の支援を受けてこれに対抗し、甥のシュリーランガからのプリカットのオランダ勢力の援助も得て、これを鎮圧した。
その後、ティンマ・ラーヤはいくつかの領土を認められたが、再び反乱を起こしたため、1635年にヴェンカタ3世はティンマ・ラーヤを討ち、ヴェールールへと帰還した。
だが、1637年にはヴェンカタ3世とタミル地方のナーヤカとの間に紛争があり、マドゥライ・ナーヤカ朝とタンジャーヴール・ナーヤカ朝にヴェールールを攻撃された。とはいえ、彼はこれらを破り、双方と和平を結んだ。
しかし、ヴィジャヤナガル王国の崩壊はこうした内乱ではなく、むしろ以前より続いていたデカンのビジャープル王国とゴールコンダ王国の幾度にもわたる侵攻に原因があった。
1630年代、ビジャープル王国の軍勢がカルナータカ地方北部のマイソール王国とケラディ・ナーヤカ朝に侵入した。
また、1638年以降、シュリーランガが反乱を起こすこところとなり、ビジャープル王国の侵略を手引きし、同年12月に両軍はバンガロールを共に攻め、これを占領した。
1641年3月にはヴェードージー・パントに率いられたビジャープル軍がヴィジャヤナガル王国に遠征を開始し、シュリーランガの軍勢と合流したのち、ヴェールールから12マイルの地点まで進撃したが、ナーヤカに撃退された。
1642年4月、ミール・ジュムラー率いるゴールコンダ王国の軍も遠征を開始するところとなった。同月、ヴィジャヤナガル王国の主力軍とヴェールゴーティ・ティンマ・ナーヤカとダーマルラ・ヴェンカタ・ナーヤカの援軍が、ミール・ジュムラー率いるゴールコンダ王国の軍4万4000にダンダルールで大敗した。
同年1642年10月10日、ヴェンカタ3世はこうした状況のなかで死亡し、王位は甥シュリーランガがシュリーランガ3世として継承した。